# Samorostlík klasnatý
Samorostlík klasnatý (Actaea spicata) je druh planě rostoucí byliny z čeledě pryskyřníkovitých. Je jediným druhem rodu samorostlík rostoucí v České republice.

## Výskyt
Rostlina je rozšířena téměř po celé Evropě, v teplejších oblastech roste pouze ve vyšších polohách. V České republice se vyskytuje roztroušeně, obvykle ho lze nalézt v  květnatých bučinách svazu Fagion v mezofytiku a oreofytiku. Roste nejčastěji v bučinách, na kamenitých stráních, lesních pasekách i podél lesních cest. Nevadí mu zastínění, vyžaduje vlhko. Nejlépe mu vyhovují hluboké půdy s vápencovým nebo opukovým podložím.
Mimo Evropu se vyskytuje ještě i na Kavkaze, v západní Asii, v severní části indického subkontinentu a v Severní Americe.

## Popis
Je to vytrvalá, 30 až 70 cm vysoká bylina s přímou, nevětvenou lodyhou vyrůstající z dlouhého, červenohnědého oddenku. Střídavě vyrůstající, sytě zelené řapíkaté listy s čepelí trojúhelníkového tvaru, jsou trojčetné a 2 až 3krát zpeřené. Jejich lístky jsou podlouhle vejčité, zašpičatělé, nepravidelně pilovité, koncový lístek bývá 3klanný.
Květy široké cca 1 cm jsou uspořádány v jednom, jen výjimečně ve 2 hustých, stopkatých hroznech. Mají kalich se 4 malými, 4 až 5 mm dlouhými, brzy opadávajícími zelenavými až žlutavými vejčitými plátky, na vrcholu někdy nafialovělými. Koruna je vytvořena obvykle 4 krémovými až nažloutlými široce rozestoupenými plátky s dlouhým nehtem. Z květu vystupuje 12 až 15 tyčinek s prašníky otevírajícími se na vnitřní straně. Gyneceum je složeno s jednoho plodolistu, blizna je přisedlá. Pro zamezení samoopylení dozrává blizna dříve, než se otevřou prašníky. Květ neprodukuje nektar, opylující hmyz si odnáší pyl. Kvete od května do července.
Plodem je mnohosemenná vejcovitá bobule v průměru 12 až 15 mm, která zraním změní barvu ze zelené na leskle černou. Tato bobule je pozoruhodná tím, že je jednou z mála bobulí vzniklých z apokarpního gynecea a dále je vůbec jediná v čeledi pryskyřníkovitých.

## Význam
Rostlina je celá mírně jedovatá, její bobule obzvláště. V lékařství se dříve užívalo kořene (Radix christoforianae neboli Radix aconiti racemosi) anebo natě (Herba christoforianae), a to jako laxativa a narkotika, v malých dávkách také jako analgetika a sedativa. Na konci středověku se kořen používal též při ženských chorobách, astmatu a bolestech hlavy. Větší dávky se podávaly i jako protijed při otravách.
V lidovém lékařství se kořene používá k vyvolání zvracení, proti epilepsii a zevně při bolestech zubů. V současnosti se léčivých látek z kořenů používá v homeopatických lécích proti revmatismu. Celá rostlina samorostlíku klasnatého obsahuje alkaloid protoanemonin, který při nevědomém požití může způsobit těžkou gastroenteritidu. Protože rostlina včetně plodů je nechutně hořká, nejsou ale případy těchto otrav zaznamenány.
Samorostlík bývá někdy pěstován v parcích a zahradách jako okrasná rostlina.

## Zajímavosti
V dávných dobách byl samorostlík považován za čarodějnou bylinu. Byl spojován s osobou svatého Kryštofa, jak o tom svědčí staré latinské jméno rostliny (Christophoriana), její název německý (Christophskraut) i jeden z českých lidových názvů (Kryštofova tráva). Svatý Kryštof platil mezi pověrčivým lidem za patrona hledačů pokladů a při tomto hledání měla napomáhat i jeho bylina. Samorostlík má prý moc dovést šťastlivce za pomoci určitých čárů k nalezení vytouženého pokladu.

## Galerie

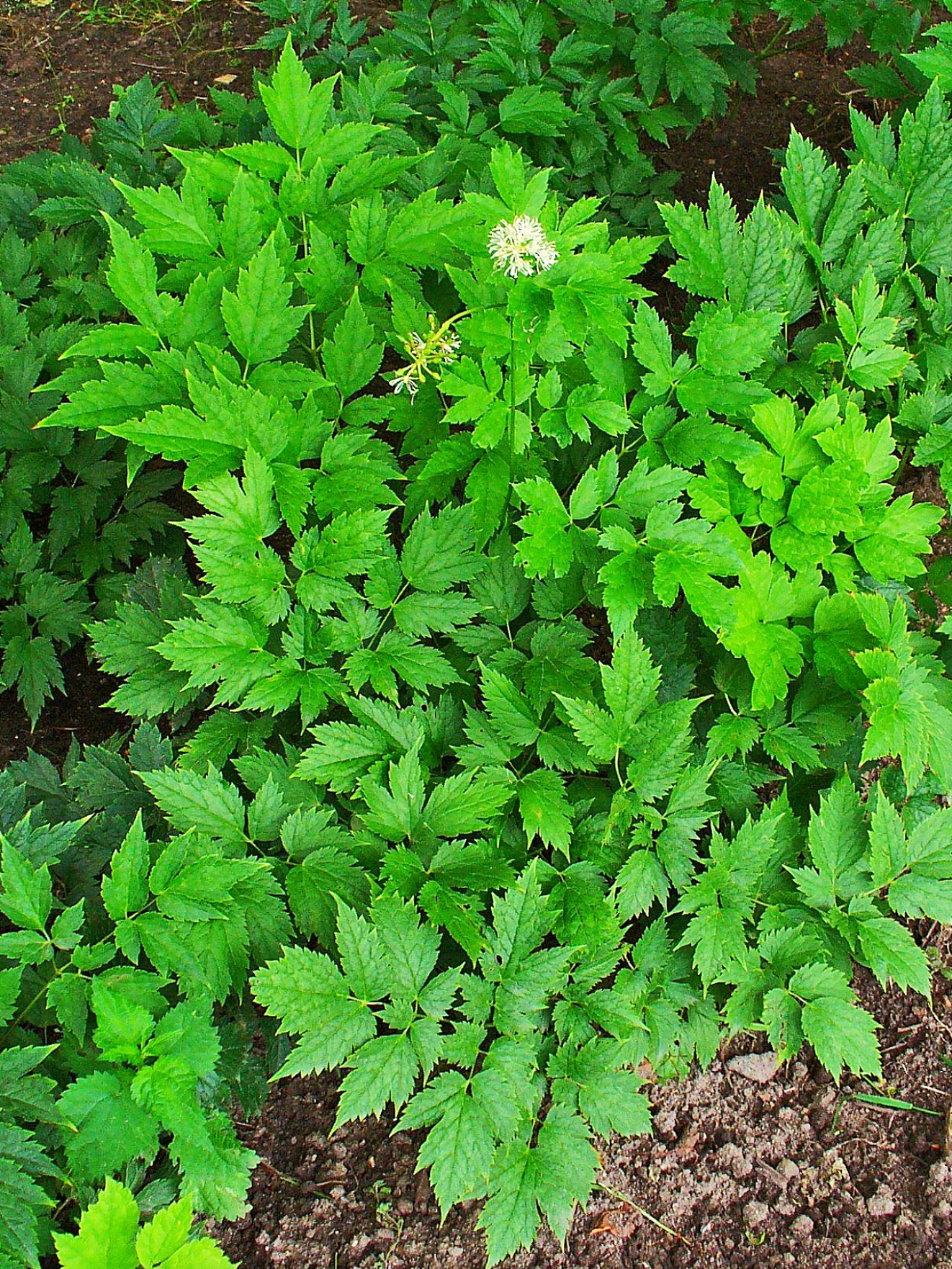
Trs rostlin
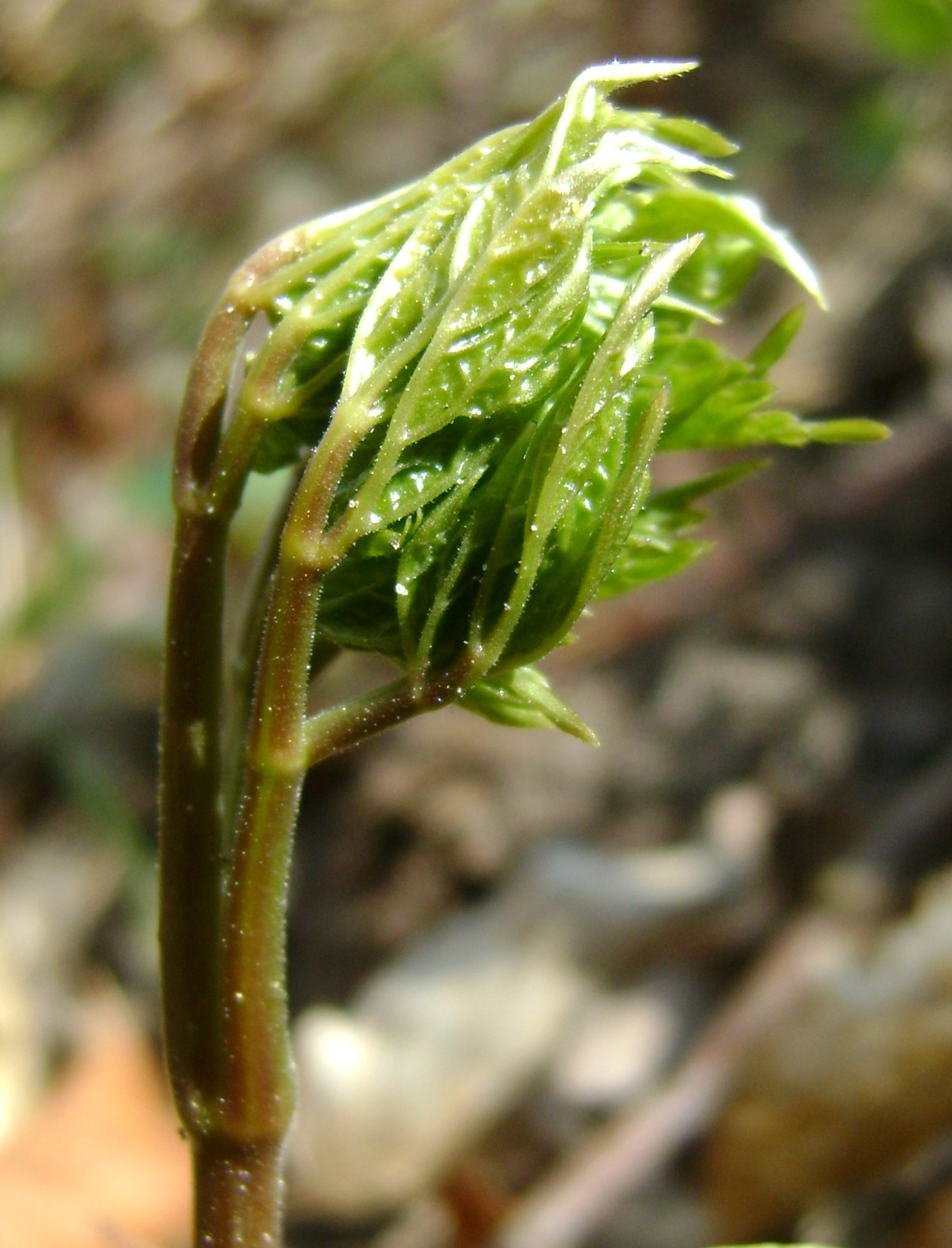
Nerozevřené listy
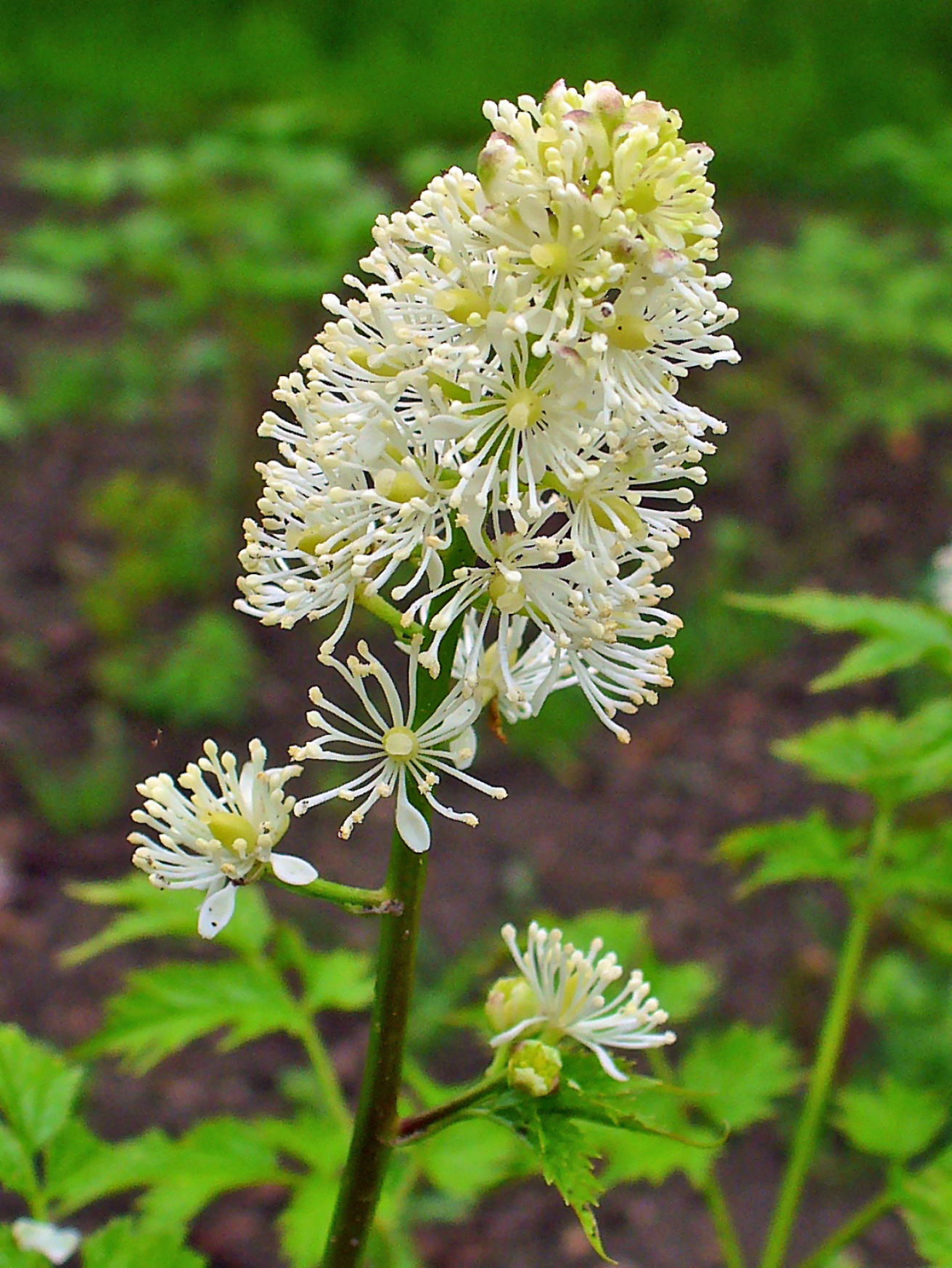
Hroznovité květenství
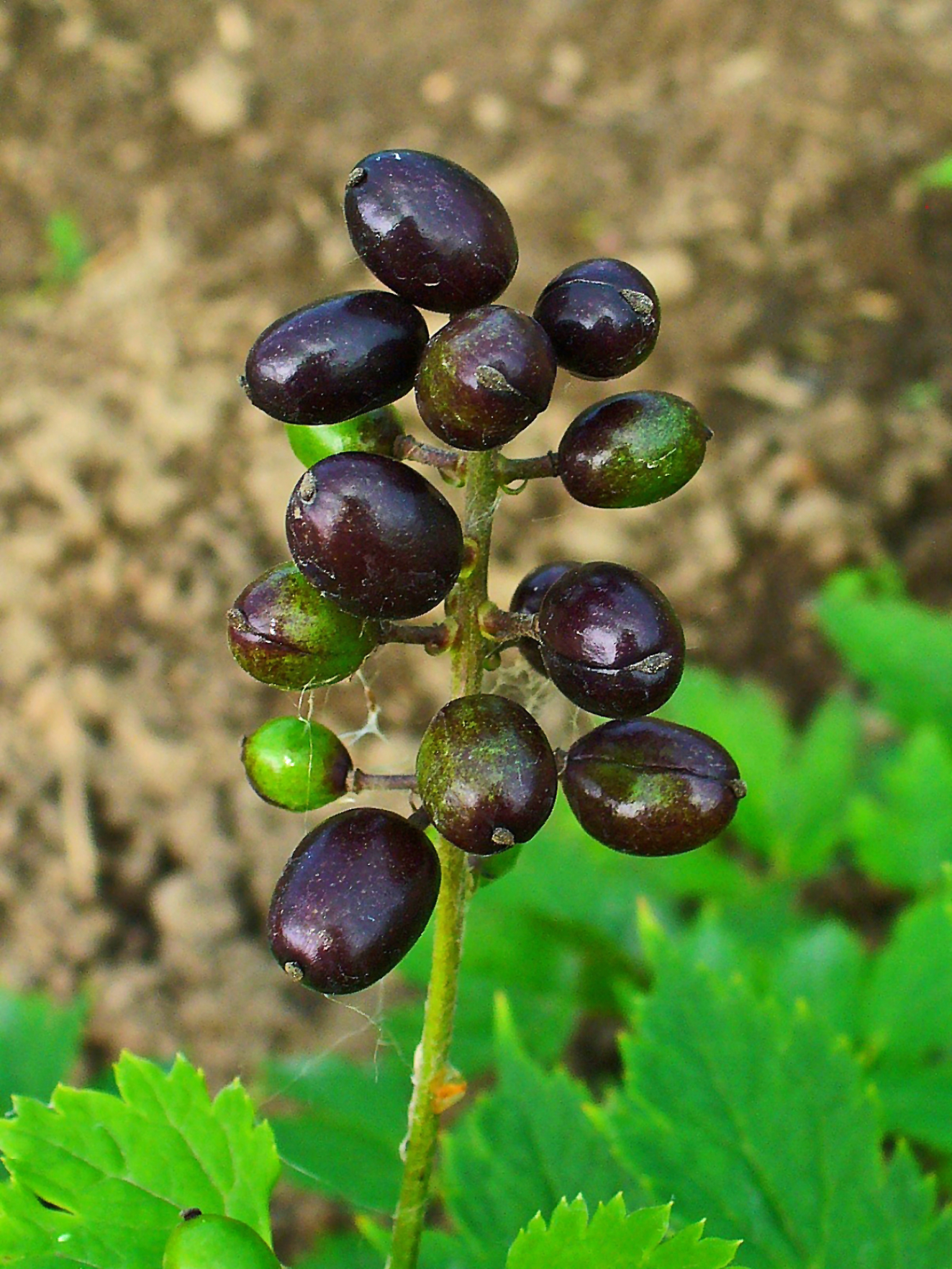
Dozrávající bobule